# Cyjant

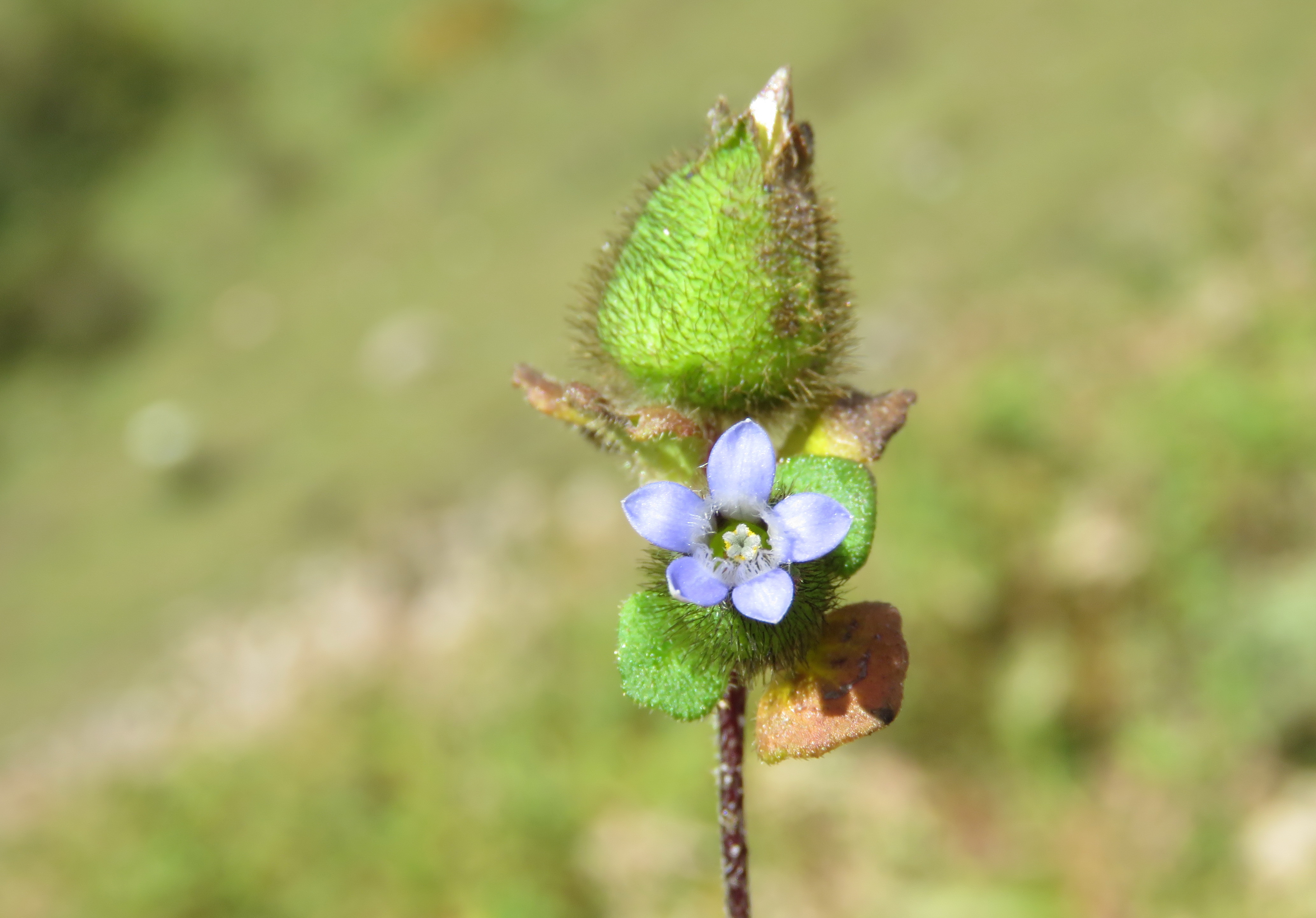
Cyananthus inflatus

Cyjant (Cyananthus) – rodzaj roślin z rodziny dzwonkowatych. Obejmuje 21 gatunków. Wszystkie występują w Himalajach i górach Hengduan Shan w Chinach (17 gatunków jest endemitami Chin). Rośliny z tego rodzaju uprawiane są w ogrodach skalnych.

## Morfologia
PokrójRośliny roczne i byliny, w tym drugim przypadku zwykle z grubą i rozgałęziającą się szyją korzeniową, pokrytą licznymi łuskami, w efekcie rośliny o pokroju kępiastym.
LiścieSkrętoległe, przy czym 4–5 liści pod szypułką kwiatową często skupionych jest w pozorny okółek. Liście są ogonkowe.
KwiatyPojedyncze lub (rzadziej) skupione w kwiatostanach wierzchotkowych, osadzone na krótkich szypułkach lub siedzące. Kielich rurkowaty, złożony z 5, czasem z 4 działek. Korona niebieska, rzadko biała lub żółta, zrosłopłatkowa, rurkowato-dzwonkowata z 5, rzadziej 3 lub 4 łatkami. Pręciki w liczbie 4–5, na cienkich nitkach. Zalążnia górna, stożkowata, zwykle pięcio- rzadziej cztero- lub trójkomorowa.
OwoceTorebki podzielone na komory, otwierające się 3–5 klapami, zawierające liczne, czerwonobrązowe lub brązowoczarne nasiona.

## Systematyka
Pozycja systematyczna
Rodzaj z rodziny dzwonkowatych Campanulaceae klasyfikowany w jej obrębie do podrodziny Campanuloideae.
Wykaz gatunków
- Cyananthus cordifolius Duthie
- Cyananthus delavayi Franch.
- Cyananthus fasciculatus C.Marquand
- Cyananthus flavus C.Marquand
- Cyananthus formosus Diels
- Cyananthus hayanus C.Marquand
- Cyananthus himalaicus K.K.Shrestha
- Cyananthus hookeri C.B.Clarke
- Cyananthus incanus Hook.f. & Thomson
- Cyananthus inflatus Hook.f. & Thomson
- Cyananthus integer Wall. ex Benth. – cyjant indyjski[10]
- Cyananthus lichiangensis W.W.Sm.
- Cyananthus ligulosus D.Y.Hong
- Cyananthus lobatus Wall. ex Benth. – cyjant klapowany[5]
- Cyananthus longiflorus Franch.
- Cyananthus macrocalyx Franch.
- Cyananthus microphyllus Edgew. – cyjant drobnolistny[5]
- Cyananthus pedunculatus C.B.Clarke
- Cyananthus sericeus Y.S.Lian
- Cyananthus sherriffii Cowan
- Cyananthus wardii C.Marquand